# Martres-Tolosane
Martres-Tolosane – miejscowość i gmina we Francji, w regionie Oksytania, w departamencie Górna Garonna.
Według danych na rok 1990 gminę zamieszkiwało 1 929 osób, a gęstość zaludnienia wynosiła 82 osoby/km² (wśród 3020 gmin regionu Midi-Pyrénées Martres-Tolosane plasuje się na 192. miejscu pod względem liczby ludności, natomiast pod względem powierzchni na miejscu 453.).